# Tangstedt (Pinneberg)
Tangstedt é um município da Alemanha, localizado no distrito de Pinneberg, estado de Schleswig-Holstein.